# Liste der Monuments historiques in Neuville-sur-Seine
Die Liste der Monuments historiques in Neuville-sur-Seine führt die Monuments historiques in der französischen Gemeinde Neuville-sur-Seine auf.

## Liste der Objekte
| Bezeichnung | Beschreibung                                                                            | Standort                                   | Kennzeichnung | Schutzstatus | Datum | Bild |
| ----------- | --------------------------------------------------------------------------------------- | ------------------------------------------ | ------------- | ------------ | ----- | ---- |
| Grenzstein  | Kalkstein, undatiert; Markierung der historischen Grenze zwischen Burgund und Champagne | nordwestlich des Ortes an der D 971 (Lage) | PM10001361    | Classé       | 1920  |      |